# Achmed Karamat Ali
Achmed Gurshaid Karamat Ali (Paramaribo, 15 juli 1930 – aldaar, 22 april 2016) was een Surinaams jurist en politicus.

## Biografie
Hij studeerde aan de Hendrikschool in Paramaribo en vervolgde zijn middelbare school in Amsterdam waarna hij rechten studeerde aan de Vrije Universiteit Amsterdam. Na daar te zijn afgestudeerd werd Karamat Ali in 1959 juridisch adviseur bij het ministerie van Justitie en Politie. Hij werd namens de Nationale Partij Suriname (NPS) gekozen als lid van de Staten van Suriname en is ook vicevoorzitter van dat parlement geweest. In 1971 werd hij lid van de Surinaamse sectie van de koninkrijkscommissie. Verder was hij werkzaam op het Bureau Wetgeving voor hij in 1973 minister werd van Openbare Werken en Verkeer in het eerste kabinet onder leiding van premier Arron. Na de verkiezingen van 1977 behield hij die functie tot in februari 1980 met de Sergeantencoup de regering werd afgezet.
Na die staatsgreep werd hij opgepakt en ervan beschuldigd voor ongeveer vijf miljoen gulden verduisterd te hebben, waarbij zijn zaak behandeld werd door een bijzonder gerechtshof. In januari 1981 werd hij vanwege corruptie onder andere veroordeeld tot tweeënhalf jaar gevangenisstraf.